# Phoebis agarithe
Phoebis agarithe är en fjärilsart som först beskrevs av Jean Baptiste Boisduval 1836.  Phoebis agarithe ingår i släktet Phoebis och familjen vitfjärilar. Inga underarter finns listade i Catalogue of Life.

## Bildgalleri

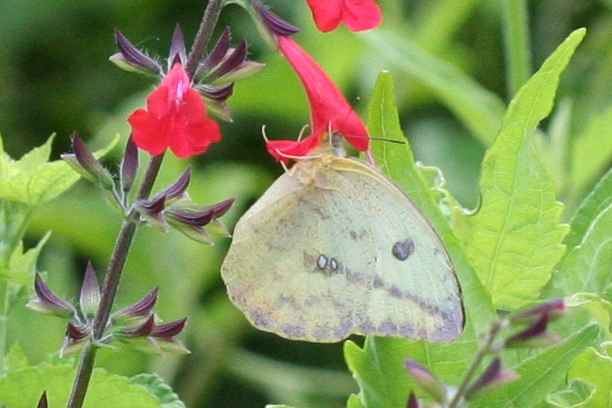
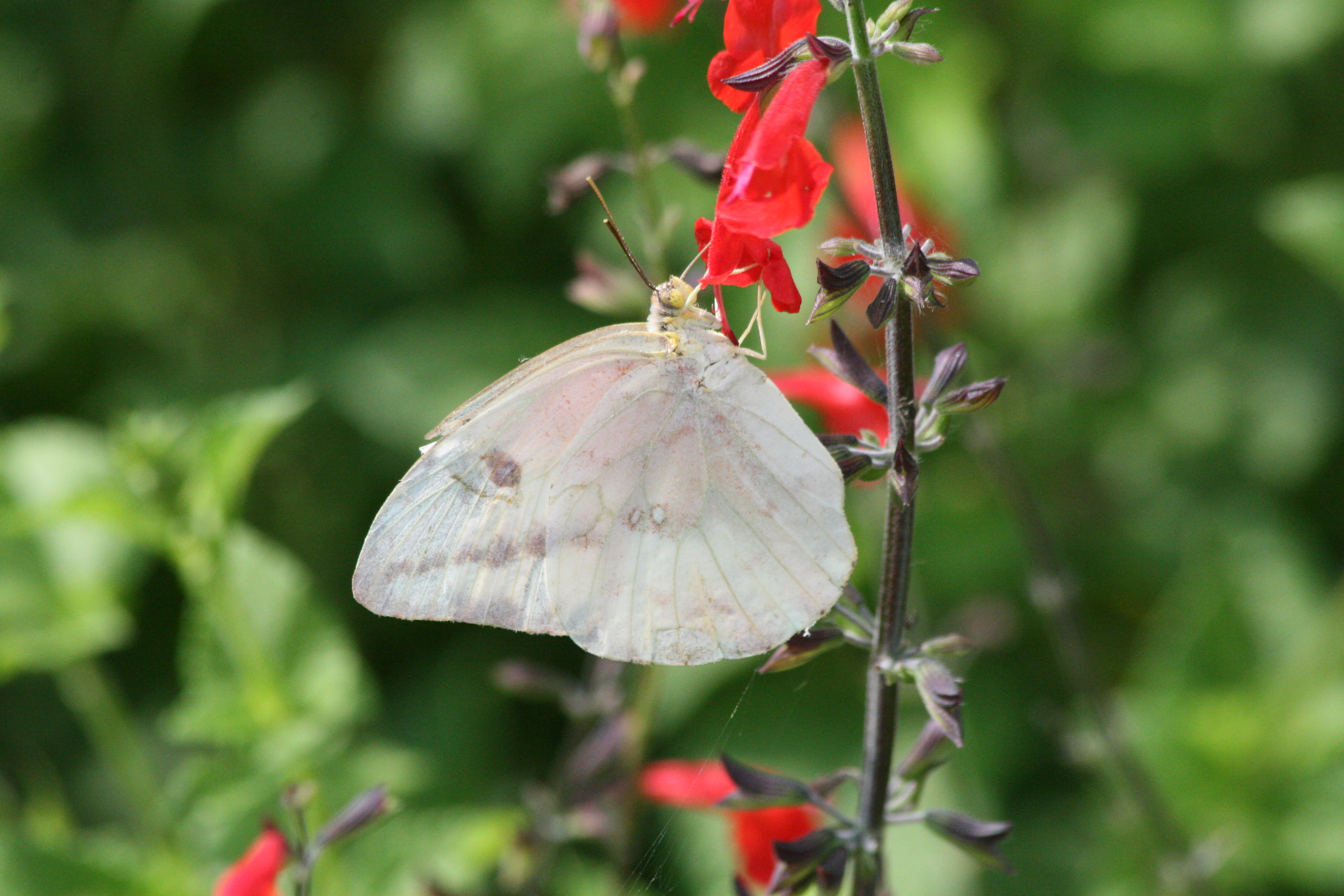
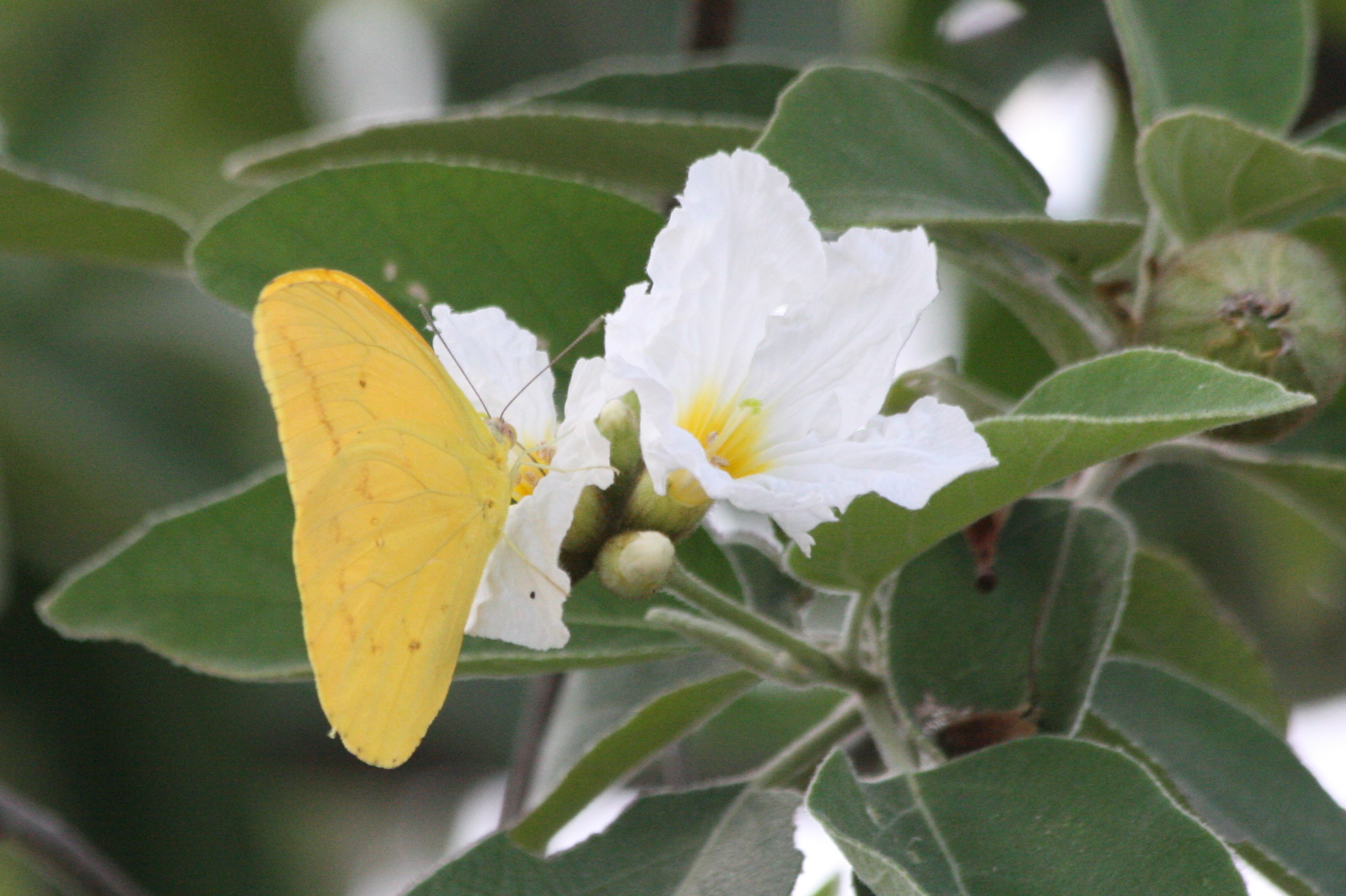
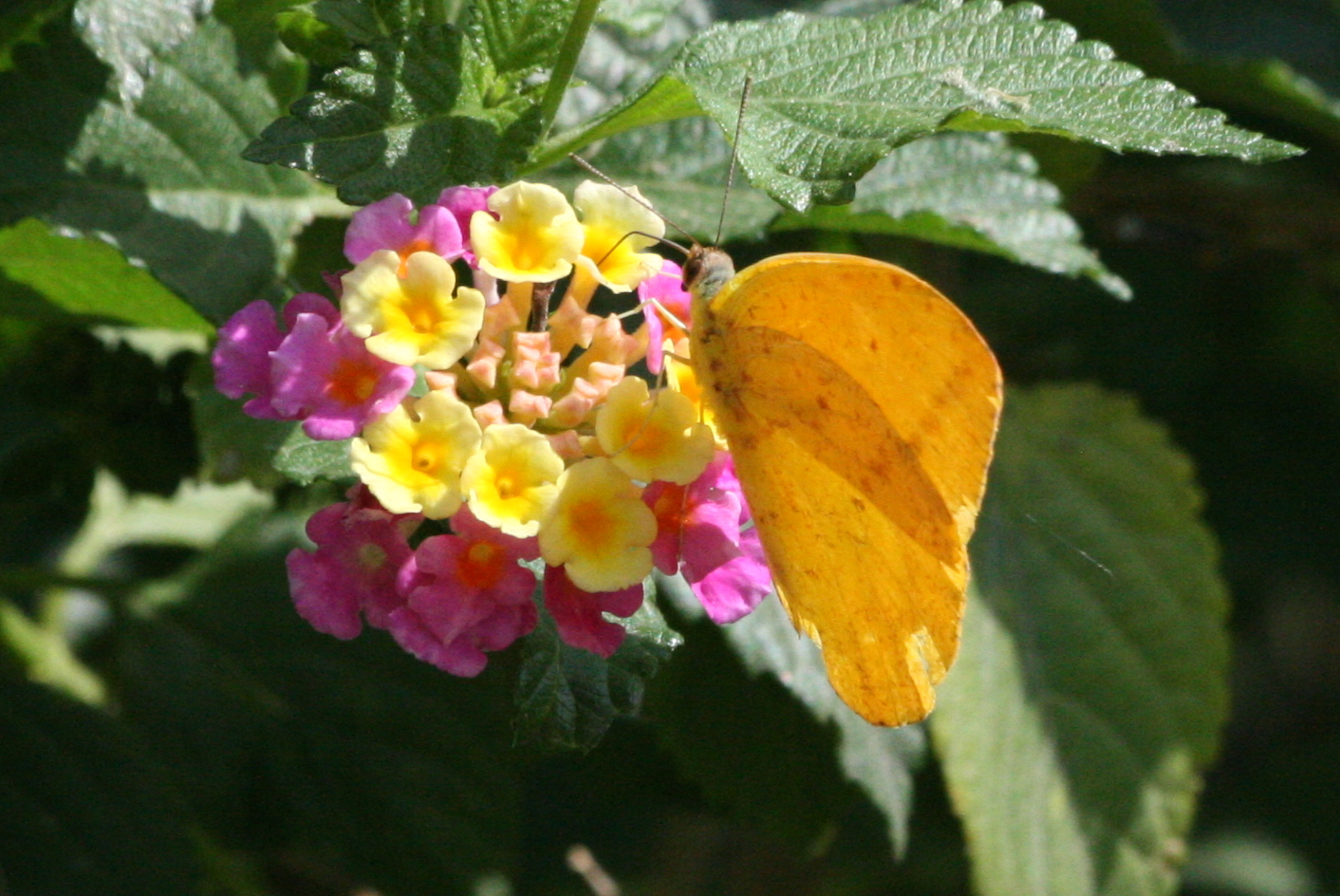
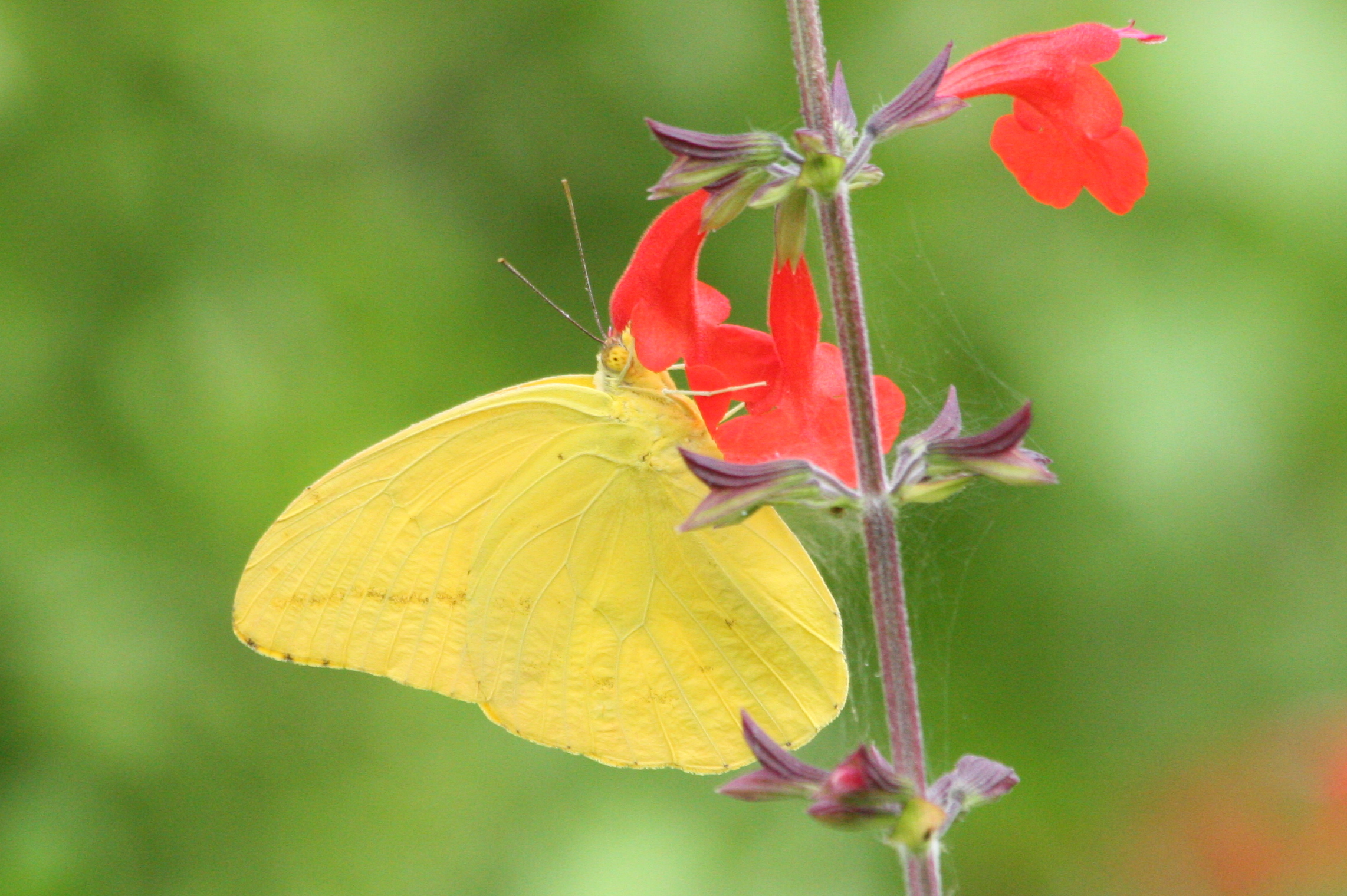
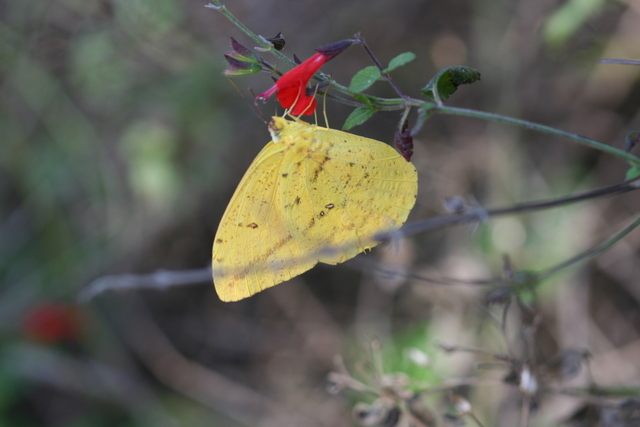